# Johann Diwold
Johann Diwold (* 5. April 1911 in Ried in der Riedmark; † 19. Mai 1978 in Linz) war ein oberösterreichischer Politiker (ÖVP) und Landwirt. Er war von 1955 bis 1967 Abgeordneter zum Oberösterreichischen Landtag und von 1966 bis 1978 Landesrat in der Oberösterreichischen Landesregierung.

## Ausbildung und Beruf
Diwold besuchte nach der Volksschule eine Bürgerschule und absolvierte in der Folge eine Landwirtschaftsschule. Beruflich war er als Landwirt in seiner Heimatgemeinde Ried in der Riedmark tätig.

## Politik und Funktionen
Diwold begann seine politische Karriere auf lokalpolitischer Ebene und wurde 1946 zum Vizebürgermeister von Ried in der Riedmark gewählt. Er übernahm am 9. Oktober 1949 die Funktion des Bürgermeisters von Ried und war in dieser Funktion bis zum 21. Oktober 1973 aktiv. Am 19. November 1955 wurde er als Abgeordneter zum Oberösterreichischen Landtag gewählt, wobei er zwischen 1966 und dem 16. November 1967 auch die Funktion des geschäftsführenden Klubobmanns des ÖVP-Landtagsklubs innehatte. Mit seiner Angelobung zum Agrarlandesrat am 17. November 1967 stieg Diwold zum Mitglied der Oberösterreichischen Landesregierung auf, der er bis zum 19. Mai 1978 angehörte.
Neben seinen politischen Mandaten war Diwold Vorstandsmitglied der Österreichisch-Sowjetische Gesellschaft und ab 1948 Aufsichtsratsmitglied der Lagerhausgenossenschaft in Mauthausen sowie ab 1953 Vorstand der Lagerhausgenossenschaft Mauthausen. Er war zudem Obmann der Wassergenossenschaft von Ried in der Riedmark und Mitbegründer der Österreichischen Zeitungs-Verlags- und Vertriebsgesellschaft (Neues Volksblatt). Des Weiteren wirkte er von 1959 bis 1966 als Präsident der Landwirtschaftskammer Oberösterreich, war von 1962 bis 1978 Vorstand des Raiffeisenverbands Oberösterreich und von 1965 bis 1978 Obmann des Bauernbunds Oberösterreich. Des Weiteren war er Aufsichtsratsmitglied der OKA und Aufsichtsratsvorsitzender der Wechselseitige Oberösterreichischen Versicherungsanstalt.

## Privates
Diwold wurde als ältestes von drei Kindern geboren, wobei sein Vater schon 1924 verstarb, woraufhin Diwold bereits früh am elterlichen Bauernhof mitarbeiten musste. Er heiratete 1947 die Tochter eines Landwirts Aloisia Wöckinger und übernahm in der Folge das Kirnbauerngut in Wachsreith 10 (Gemeinde Ried in der Riedmark). Er wurde Vater von vier Söhnen.

## Auszeichnungen
- 1974: Großes Goldenes Ehrenzeichen für Verdienste um die Republik Österreich[1]